# Anslagsenergi
Anslagsenergi är ett vapentekniskt begrepp som avser den linjära rörelseenergin en projektil har då den träffar sitt mål. Projektilens rörelseenergi är inte konstant utan minskar kontinuerligt på grund av att luftmotståndet sänker projektilens hastighet. Anslagsenergi brukar därför specificeras för givna avstånd. För jaktammunition är det vanliga att man anger dess anslagsenergi vid 100 meter vilket betecknas E100. Energin vid mynningen benämns mynningsenergi och betecknas E0.
För jaktvapen föreskrivs, beroende på viltets storlek, en minsta tillåtna anslagsenergi för att säkra att djuret dör snabbt vid en korrekt träff. För att ett kolsyre-, luft- eller fjädervapen ska vara licensfritt får inte anslagsenergin vara högre än eller lika med 10 Joule, vid 4 meters avstånd från vapnets mynning. Kolsyre-, luft- eller fjädervapen som är halv- eller helautomatiska får ej ha en anslagsenergi högre än eller lika med 3 Joule, vid 4 meters avstånd från vapnets mynning.
För militära vapen är anslagsenergin den mest avgörande faktorn för ett vapens pansarbrytande förmåga.